# Історія Любліна

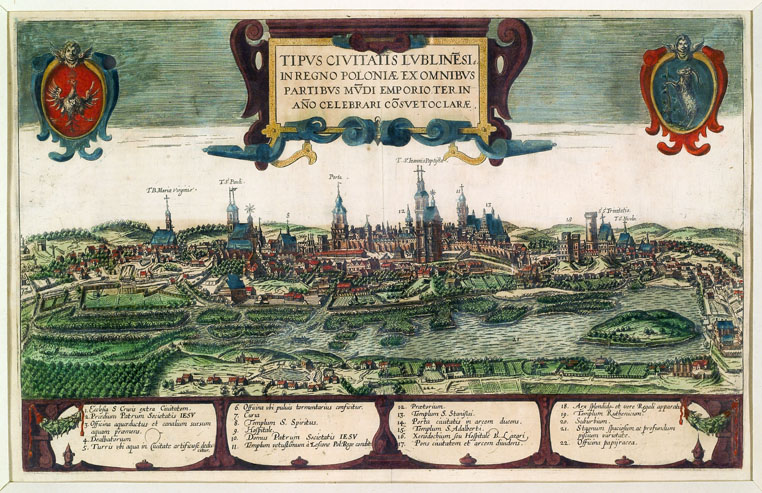
Люблін, 1618.

Люблін від самого початку свого існування був містом культурного пограниччя. Перші постійні поселення на люблінській землі з'явилися на початку середньовіччя, хоча археологічні знахідки вказують на присутність різних культур за довго до цього. Найбільш ранні поселення відносять до 6-го століття, знайшли на пагорбі в передмісті Любліна Чвартек пол. Czwartek (четвер — швидше за все, посилання на день ринку в поселенні). Цілком імовірно, що навколишні пагорби, зокрема, земля сучасного люблінського старого міста, також були в той час заселені.
У X столітті була споруджена дерев'яна оборонна споруда, пізніше кам'яна. В 10-му і 11-му століттях поселення Чвартек перетворилося на важливий торговий центр. Знаходження Любліна на східних кордонах польських землях визначив його військове значення. Фортеця, що стала місцем перебування кастелян, вперше згадується в історичних джерелах з 1224. Найстаріший історичний документ, що згадує Люблін датується 1198 роком. В 1260 році домініканцями побудовано перший католицький костел архангела Михаїла.

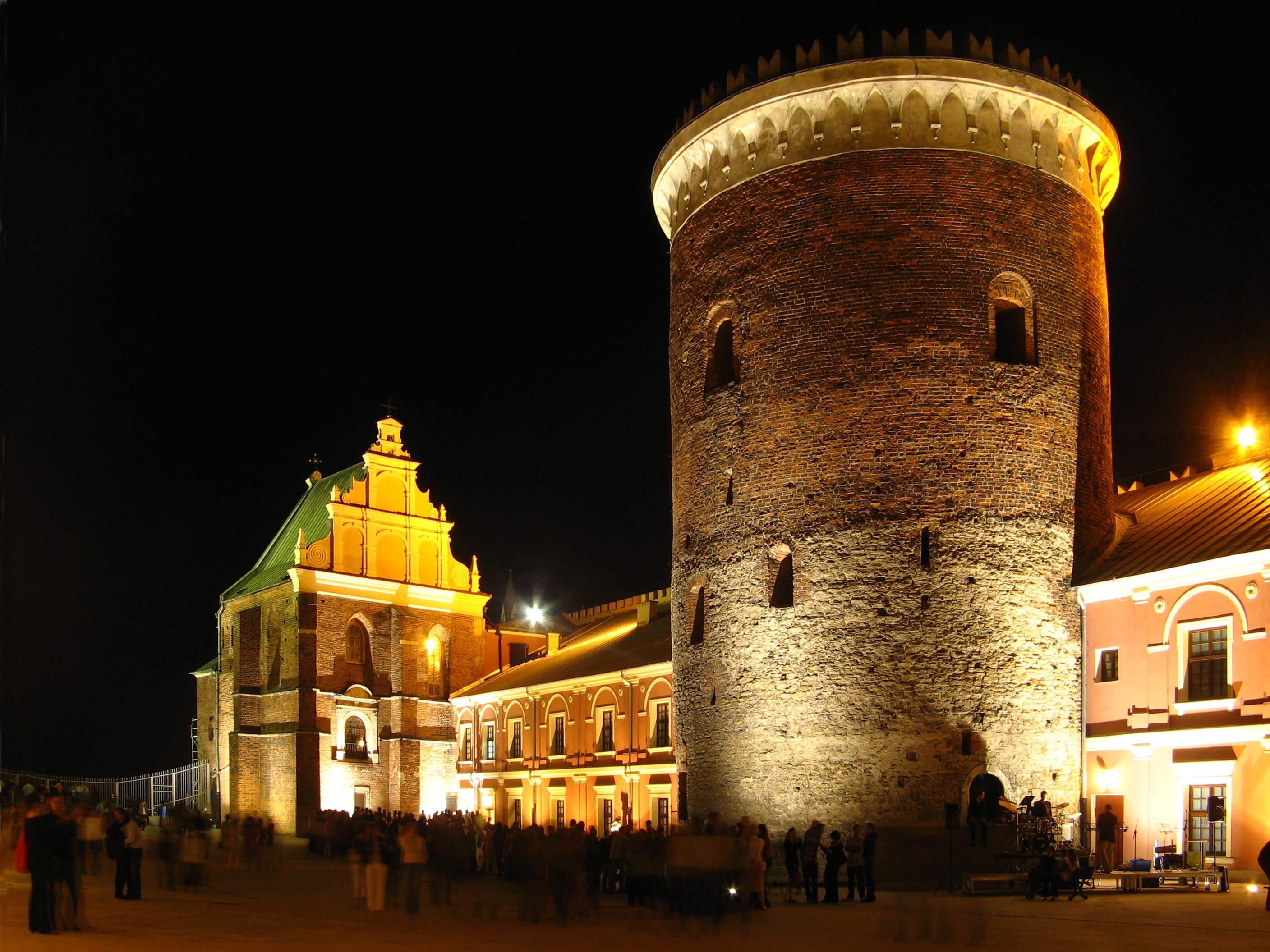
Люблінський замок

Місто зазнало нападів з боку татар, русинів, і литовців, і було зруйновано кілька разів. В 1317 році під час правління князя  Владислава I Локетека місто отримало магдебурзьке право. Казимир III оцінив стратегічну важливість міста — і його оточили оборонними стінами в 1341 році. Того ж року Казимир ІІІ здобув біля Любліна перемогу над татарами.
У 1392 році місто отримало значні торговельні привілеї від короля Володислава Ягайла, а зі зближенням між Польщею та Литвою, стало місцем значної частини торгівлі між двома країнами. В 1474 році Казимир IV Ягеллончик зробив місто столицею новоствореного Люблінського воєводства. У 15 і 16-му столітті місто швидко зростало. На 16-му столітті кількість разів були проведені засідання сейму. 26 червня 1569, одним з найважливіших з них проголосив Люблінську унію, яка об'єднала Польщу і Литву.

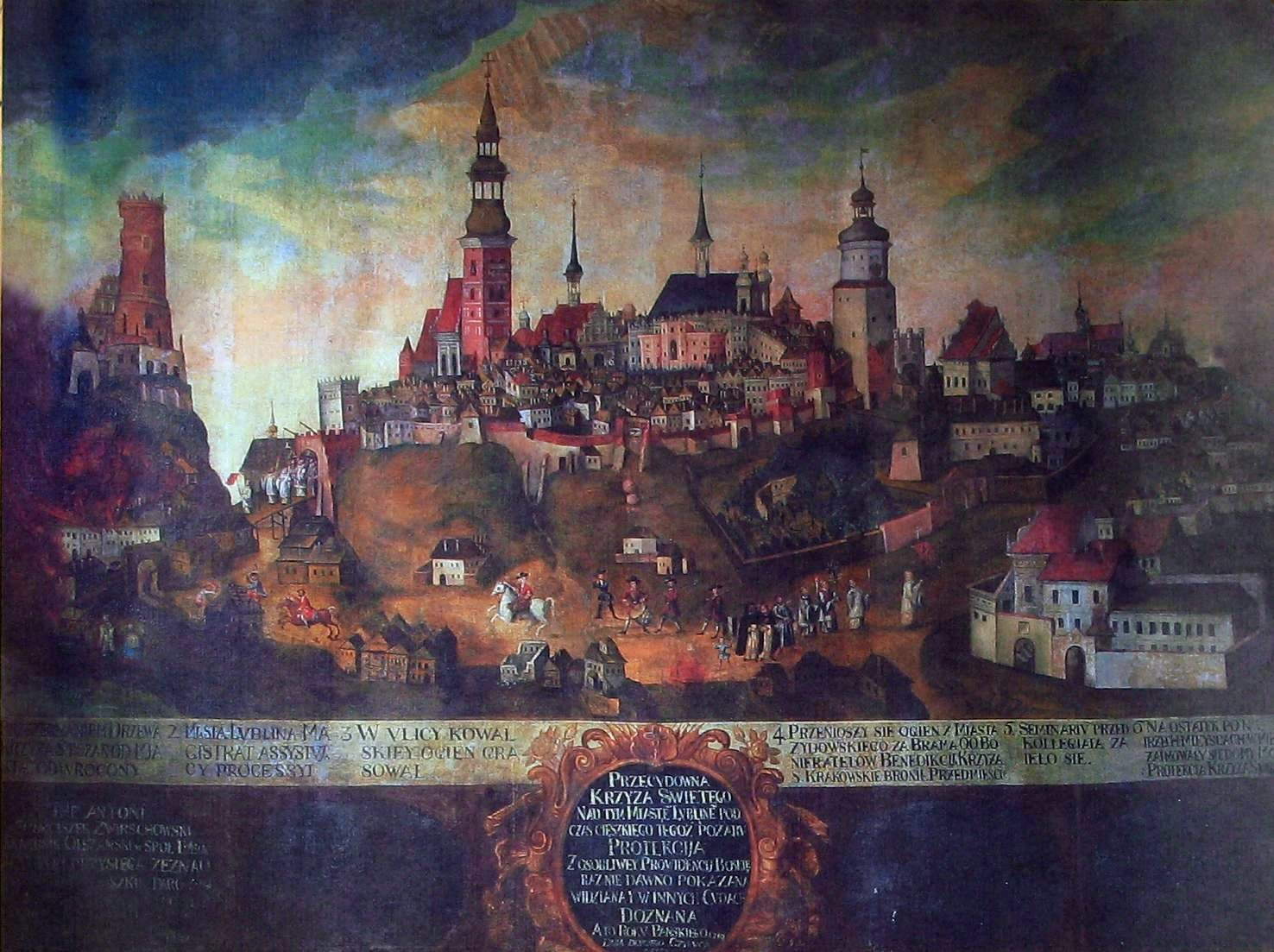
Пожежа Любліна, 1719.

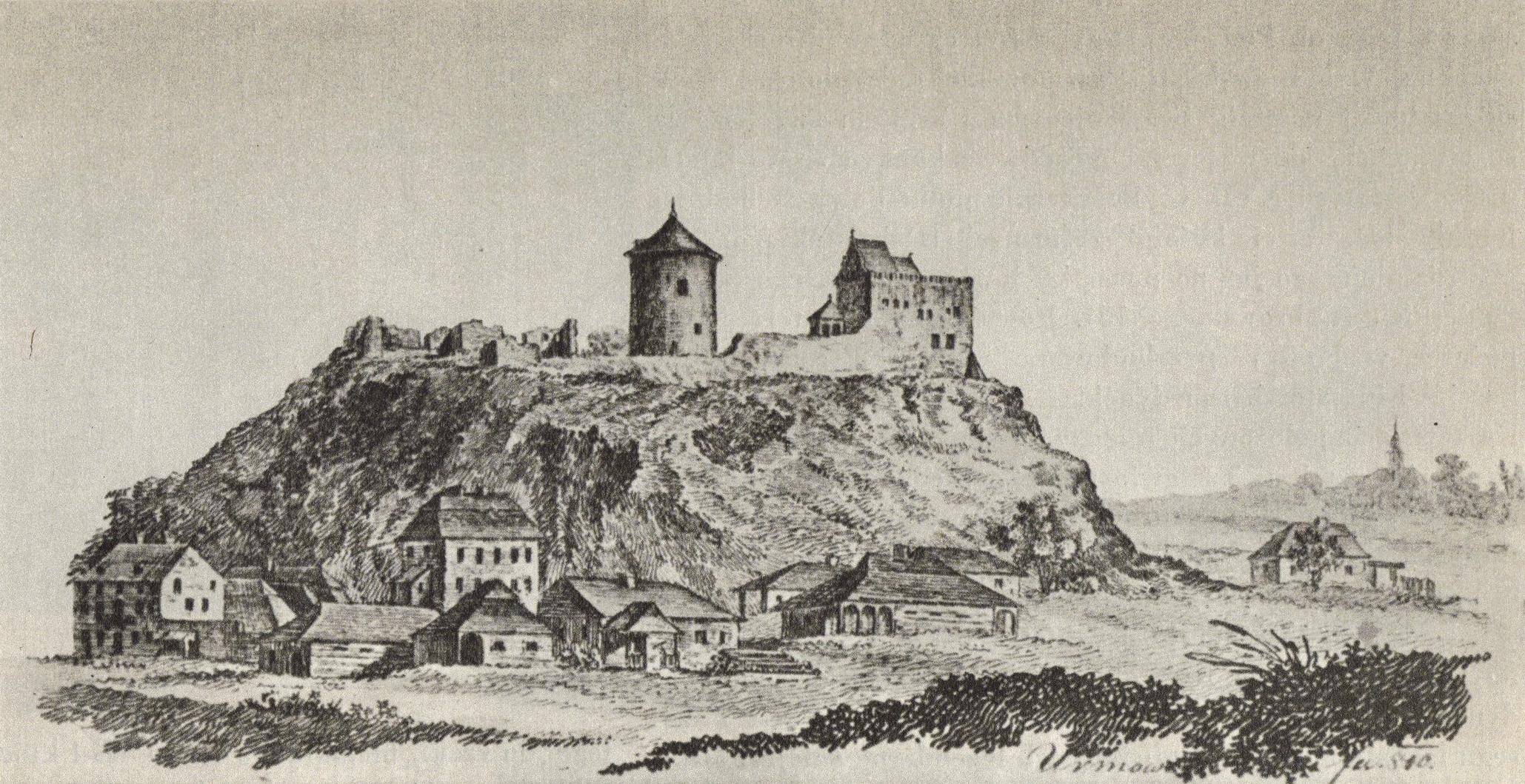
Люблінський замок, 1810.

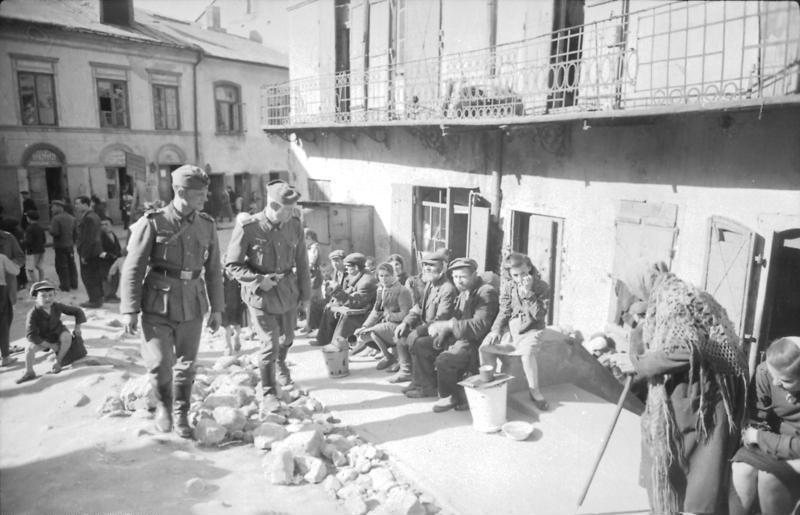
Гетто в Любліні, травень 1941.

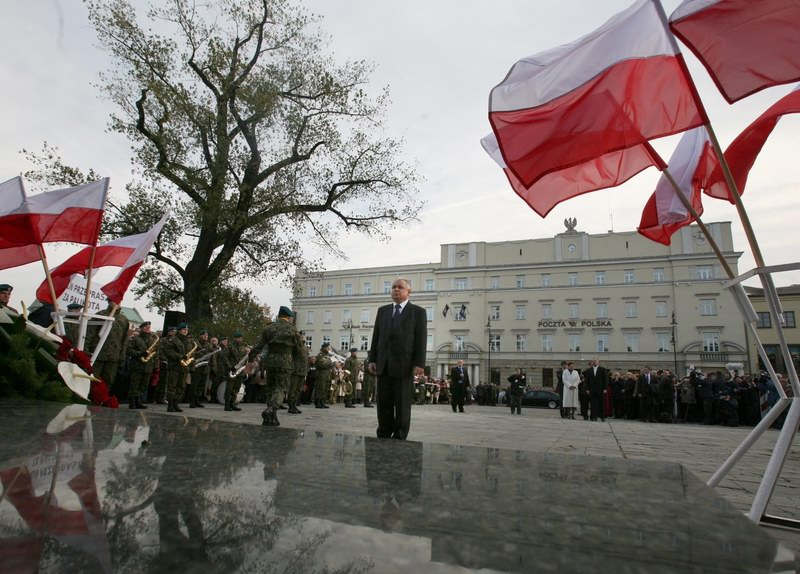
Президент Польщі Лех Качинський. Люблін, 2008.

З другої половини 16 століття протестантський рух охопив Люблін. Приблизно в той же час була також створена одна з найважливіших єврейських громад Польщі.
У 17 столітті в епідемія місті забрала життя понад 5 тис. життів. Місто спочатку руйнують козаки Богдана Хмельницького, а потім місто постраждало від шведського вторгнення протягом Північної війни. В 1703 році Август II Фрідріх надає місту привілеї, що порівняли його в правах з містом Краків.
В 1792 році місто займають російські війська. Після третього поділу Польщі, в 1795 Люблін відійшов до Австрійської імперії, а потім з 1815 році знов до Росії. Залізниця Варшава — Ковель була побудована у 1877 році стимулювала промисловий розвиток міста. Люблінське населення зросло з 28900 в 1873 році до 50150 в 1897 році.
Правління Російської імперії закінчилося в 1915 році, коли місто було окуповане німецькими та австро-угорськими арміями. У той час єврейська громада становила близько 40 % від населення Любліна.
Під час німецької окупації міста, що почалася 1939 році, Люблін став центром однойменного дистрикту, в якому населення (особливо єврейське) було об'єктом серйозного гноблення з боку окупантів. Місто було центром основних німецьких зусиль винищити євреїв в окупованій Польщі. Єврейське населення було змушено жити гетто. Між 17 березня і 11 квітня 1942 року більшість мешканців гетто, близько 26000 чоловік, були депортовані в винищувальний табір Белжець решта в Майданек, великий концентраційний табір створений на околиці міста. Більшість з них були вбиті.
24 липня 1944 року в місто ввійшла радянська армія і місто стало тимчасовою столицею контрольованої комуністами Польщі. 23 жовтня 1944 року в Любліні був заснований університет Марії Кюрі-Склодовської. Столиця була перенесена в Варшаву, в січні 1945.
У липні 1980 року працівники Любліна були перші у хвилі страйків, спрямованих проти комуністичного режиму, які в кінцевому підсумку призвело до появи «Солідарності».